# Eusamythella multidentata
Eusamythella multidentata är en ringmaskart som beskrevs av Wu, Wu och Qian 1987. Eusamythella multidentata ingår i släktet Eusamythella och familjen Ampharetidae. Inga underarter finns listade i Catalogue of Life.